# Björn-Olof Alholm
Björn-Olof Georg Alholm, född 5 april 1925 i S:t Michel, död 17 juni 2011 i Helsingfors, var en finländsk diplomat.
Alholm blev politices magister 1948. Han tjänstgjorde 1949–1966 vid olika ambassader i utlandet och vid utrikesministeriet. Han var 1966–1968 ambassadör i Bukarest, 1968–1970 i Bern och Lissabon, 1970–1974 i Moskva och Ulan Bator samt 1974–1977 i Bonn. Han verkade 1977–1979 som konsultativ tjänsteman vid utrikesministeriet, var 1979–1980 ambassadör i Kairo och Khartoum, 1980–1983 i Wien och 1983–1991 i Stockholm.
Alholm utgav 2001 memoarverket Toisinajattelija suurlähettiläänä, i vilket han kritiserade Urho Kekkonens metoder att sköta relationerna till Sovjetunionen.

## Utmärkelser
- Förtjänstkors med band av Förbundsrepubliken Tysklands förtjänstorden,  1956[1]
- Riddartecknet av I klass av Finlands Lejons orden,  1958[1]
- Kommendör av Leopolds II:s orden,  1964[1]
- Kommendörstecknet av Finlands Lejons orden,  1967[1]
- Kommendörstecknet av I klass av Finlands Lejons orden,  1976[1]
- Förbundsrepubliken Tysklands förtjänstorden – stora kommendörskorset med stjärna och axelrem,  1976[1]
- Förbundsrepubliken Tysklands förtjänstorden - storkors,  1979[1]
- Stort hederstecken i guld med band av Österrikiska republikens förtjänstorden,  1983[2]
- Militärens förtjänstmedalj,  1983[1]
- Kommendörstecknet av I klass av Finlands Vita Ros’ orden,  1984[1]
- Storkors av Piusorden,  1984[1]
- Kommendör med stora korset av Nordstjärneorden,  1991[1]
- Frihetsmedaljens 1. klass[3]
- Frihetsmedaljens 2. klass[3]
- Minnesmedalj för deltagande i 1941-1945 års krig[3]
- Vinterkrigets minnesmedalj[3]

[Redigera Wikidata]